# Bombus veteranus
Bombus veteranus là một loài ong trong họ Apidae. Loài này được Fabricius miêu tả khoa học đầu tiên năm 1793.